# A. Lavie
A. Lavie war ein französischer Hersteller von Automobilen.

## Unternehmensgeschichte
Der Ingenieur A. Lavie gründete das Unternehmen 1904 oder etwa 1904. Ziel war die Produktion von Automobilen. Standort war Paris, vermutlich in der Avenue de Choisy. Der Markenname lautete Lavie. 1907 endete die Produktion. Andere Quellen geben das Auflösungsdatum mit 1904 bzw. etwa 1904 an. Das Baujahr eines überlebenden Fahrzeugs dieser Marke wird aufgrund seiner Erscheinung etwas jünger als 1904 eingeschätzt.

## Fahrzeuge
In einem Modell sorgte ein Einzylindermotor mit 123 cm³ Hubraum für den Antrieb. Ein stärker motorisiertes Modell wurde von einem Zweizylindermotor mit 246 cm³ Hubraum angetrieben. Das Getriebe verfügte über drei Gänge.
Ein Fahrzeug dieses Herstellers ist erhalten geblieben. Bei diesem Fahrzeug sorgt ein Zweizylindermotor mit 6 PS Leistung für den Antrieb. Der Motor stammt von Automobiles Delahaye. Die offene Karosserie bietet Platz für zwei Personen.
Dieses Fahrzeug wurde ab Oktober 2012 im Internet für 65.000 Britische Pfund angeboten. Außerdem stand im Dezember 2012 eine Kleinanzeige in einer deutschen Oldtimerzeitschrift. Hier lautete der Preis 78.000 Euro.